# Rabé de las Calzadas
Rabé de las Calzadas – gmina w Hiszpanii, w prowincji Burgos, w Kastylii i León, o powierzchni 10,11 km². W 2011 roku gmina liczyła 227 mieszkańców.